# Spadafora (famiglia)
Spatafora o Spadafora, nobile famiglia siciliana di cui si hanno le prime tracce certificate dal 1230. Nei secoli ha accumulato il predominio su cinque principati, un ducato, due marchesati, una contea e venticinque baronie. Alcuni dei componenti del Casato hanno occupato cariche di primo piano nel Regno di Sicilia e in alcuni stati europei. Ci saranno rispettivamente tre eredi, il primo sarà Giuseppe Spadafora (Spadafora) mentre il secondo Armando Spadafora (Mazzarà), e la terza Maria Spadafora (Maletto)

## Origini della famiglia

### La leggenda
I racconti sugli Spadafora, o Spatafora, narrano che la famiglia era originaria di Bisanzio e «vanta di essere stata portata in Sicilia da un Basilio, esarca per l'imperatore Isacco Commeno nel 1058. Il cognome Spadafora, in origine Spatafora deriverebbe dal fatto che agli alti esponenti della famiglia era stata concessa la dignità di portare la spada sguainata davanti all'Imperatore.
«Aderendo a' baroni normanni, Basilio tolse in moglie Umfrida, figlia di Umfrido normanno, dalla quale coppia ne venne un Roberto, un Ruggiero ed un Corrado, dal duca Roberto e conte Ruggiero loro zii tenuti al sacro fonte, riusciti essendo valorosi guerrieri tanto da fare immensa strage de' Mori.»

### La storia vera
Di certo c'è che nel 1230 Giovanni Spatafora è segretario di Federico II, Imperatore nonché Re di Sicilia.
Già dal XIII secolo i componenti del Casato iniziarono a diffondersi lungo la costa tirrenica della Sicilia, fra Palermo e Messina e in parte di quella jonica. Pietro Damiano, senatore di Randazzo, barone di Jaci dal 1282 e di Troina nel 1304 (feudo che nel 1306 cambierà con quello di Roccella), nel giugno del 1291, condottiero del re di Aragona, viene fatto prigioniero durante l'assedio di Agosta. A Messina si trovano le tracce di Matteo, senatore della città nel 1358. Poi Corrado che cade in battaglia a Jaci nel 1357. E ancora, un altro Corrado, strategoto di Messina nel 1395.
Da Corrado Spatafora o Spadafora Castellano di Messina, che sposa Marianna Maniaci, discendente da Giorgio Maniace principe e Vicario dell'Imperatore di Bisanzio si dipartono i due rami principali: quello dei principi di Maletto e di Venetico, marchesi di San Martino, baroni di Mazzarrà, della Cavalleria, Pirago, Persinaci. L'altro, dei  principi di San Pietro, duchi di San Pietro, marchesi di Policastrello e di Carletto, conti d'Andria, baroni dei Carriaggi di San Pietro, signori del Mortellito, Treponti, Pedalacia, Terra del Bordonaro, Fiume Cerramo, Magnavacca, Torre Spagnola.

A questi si deve aggiungere il ramo dei baroni, poi principi, di Mazzarà (nel 1673 è Don Pietro Spadafora il I Principe di Mazzarà).
Gli interessi si spostano nell'area di Taormina con Federico, capitano e castellano della cittadina nel 1399, giustiziere del Val Demone nell'anno 1403, I barone del Biscotto, del Sale e della Canapa sulle gabelle del porto di Messina. Iniziano con questo personaggio gli allacciamenti con gli altri stati italiani. Il 12 maggio 1409 ottiene dal doge Michele Steno e dal senato veneto l'inserimento nell'ambito del Patriziato Veneto (trasmissibile agli eredi) e diviene anche Console della Repubblica di Venezia a Messina.
Fra i titoli della famiglia si contano anche cariche particolari come quelle che Salimbene Spadafora eredita per sé e i suoi figli dalla moglie Giovanna, vedova Tedesco. Alla morte del primo marito la nobildonna ottiene il titolo del marito, Enrico Tedesco, ovvero quello di baronessa della metà dei mezzograni sopra le tonnare di Solanto, San Giorgio, Arenella e San Niccolò di Bendorni. Tutto passerà ai suoi unici figli, quelli del matrimonio con Salimbene Spadafora.
Nel palermitano, nel 1136, con Enrico Spatafora castellano del Castellammare di Palermo e con Ruggiero Spatafora signore di Ciminna, Vicari e Caltavuturo e, di seguito, nel secolo XVIII, con Don Alonso Spatafora, barone di Ciminna, che nel 1740, fece costruire a sue spese la chiesa di Feudaraso, nei suoi feudi di Ciminna, dedicata alla Trinità e a Maria Addolorata; la baronessa Gaetana Spatafora, sua ultima discendente a Ciminna, andò in sposa, nella seconda metà del 1800, al notabile Don Salvatore Cascio, ebbero cinque figli, dai loro matrimoni, negli anni venti del XX secolo, si arriva ai Passaro, ai Brancato ed ai Gottilla e Meccia di Biancavilla.
Non mancano gli alti prelati come Annibale Spadafora Maniaci Crisafi, vescovo di Lipari nel 1485 ed archimandrita di Messina.
Poi le appartenenze a grandi cavalierati. Il primo è un Corrado Spadafora, cavaliere dell'ordine di Malta nel 1485.
Le cariche di senatore di Messina e Palermo, pretore, capitano di giustizia, maestro marammiere del terzanà e Real Palazzo di Messina, si susseguono spesso fra gli appartenenti alla famiglia fino al XVIII secolo.
«Michele Spadafora figlio di Stefania Maniaci dei principi di San Michele e San Giorgio e dei duchi di Santa Maria, barone di Maletto, con privilegio del 23 giugno 1579 ottiene la concessione del titolo di marchese della Roccella e, con privilegio del 2 aprile 1619, riesce ad avere la concessione del titolo di principe di Maletto, sposa Maria Maniaci Crisafi.»
- Evidenti gli apparentamenti con altre famiglie nobili siciliane ed europee, unioni che, come sovente, erano veri e propri contratti che servivano ad ampliare la sfera economica e di potere delle famiglie dominanti. Come al solito, l'ampliamento della sfera d'influenza comportava un allungamento della lista dei cognomi che si era costretti a portare.

Una prima unione importante si ha con Benvenuto I Grifeo Maniace VIII Barone di Partanna (1309–1392): sarà Nina Spadafora a sposarlo. Il nobiluomo serve Re Pietro IV d’Aragona nelle guerre di Catalogna e di Sardegna e per l'occasione ottiene anche l'investitura di Ammiraglio dell'armata marittima per soccorrere i castelli di Chirra, San Michele, Collari ed altri della stessa Sardegna. Benvenuto I sottomette i ribelli di Catalogna e di quell'Isola, così dal Sovrano ha in dono il feudo sardo di Galtellin col titolo di Visconte. In più, nel Regno di Sicilia, Benvenuto riceve la Baronia di Misirrindino con privilegio. Per gli Spadafora è quindi un'unione da portare a compimento.

Si continua con Federico Spadafora e Moncada, barone di Venetico, provveditore delle fabbriche del regio palazzo di Messina nel 1594, figlio di un'unione con la potente famiglia dei Moncada.

Poi Giuseppe Spadafora Branciforti e Moncada: quest'ultimo con privilegio rilasciato dalla Corona spagnola a Madrid il 23 luglio 1622, ottiene la concessione del titolo di marchese di San Martino.

Si continua con Francesco Spadafora Branciforti Moncada e Ruffo, marchese di San Martino, che, con privilegio del 10 novembre 1629 ha la concessione del titolo di principe di Venetico.
Più avanti nella sequenza genealogica, arrivano altre unioni importanti e si sviluppano i ruoli di peso a Corte.

Federico Spadafora con privilegio emanato a Madrid il 7 agosto 1672, viene nominato maestro razionale di cappa corta del Tribunale del Real Patrimonio e, con privilegio del 29 maggio 1673, ha la concessione del titolo di duca di San Pietro Spadafora (Milazzo).

Muzio Spadafora, marchese di Policastrelli (in Calabria: il 4 maggio 1811 cessò di essere comune e venne aggregato alla cittadina di San Donato di Ninea), è il primo ad avere la concessione di principe di San Pietro Spadafora (Milazzo) grazie a un privilegio rilasciato a Madrid il 4 maggio 1710. Il 28 marzo 1682 sposa Donna Maria Antonia Ruffo, figlia di Don Antonio, I principe della Scaletta e di Alfonsina Gotho, baronessa di Santa Lucia.

Il figlio, Don Gutierrez Spadafora, II principe di San Pietro Spadafora (Milazzo), diviene gentiluomo di Camera del Re di Napoli e Sicilia e vicario generale a Novara nel 1743.

Altro Muzio Spadafora V principe di Venetico, di Maletto, Marchese di S. Martino e di Roccella, Barone di Mazzarrà sposa Anna Maria Gaetani e Gravina d'Oriseo, figlia di Ignazio Gaetani e Gaetani dei conti d'Oriseo e di Perna Gravina dei principi di Rammacca. Diventa capitano di Palermo dal 1717 al 1718, Maestro Razionale del Regio Patrimonio, deputato del Regno di Sicilia nel 1720, ottiene la carica di gentiluomo di Camera di Vittorio Amedeo II di Savoia Re di Sicilia.

L'8 agosto 1796, Mariano e Salvatore Spadafora e Monroy dei principi di San Pietro Spadafora (Milazzo), ottengono l'attestato di nobiltà dal senato di Palermo.
Da Muzio Corrado Onofrio e da Antonia Monroy Maniaci figlia del principe di Pandolfina Alonso Monroy, nacque nel 1774 il N.H. Don Gaetano, Principe e Duca di Spadafora, sposatosi a Palermo nel 1808 con Donna Vita Montalto. Loro figlio primogenito fu Muzio Spadafora, che sposò nel 1881 Anna Maria Crovara Pescia, Michele che sposò Anna Maria Maniaci Ventimiglia figlia dei Principi di San Michele, di San Giorgio, e di Belvedere e dei duchi di Santa Maria.
Il principe Michele Spadafora (1874-1958) fu podestà di Palermo nel 1929, mentre il duca Gutierrez Michele Spadafora (1903-1987) nel 1943 fu sottosegretario nel governo Mussolini.

## Beato Domenico Spatafora da Randazzo
Domenico Spatafora nasce a Randazzo il 1450 da Michele Spadafora e da Marianna Maniace Ventimiglia, rinuncia presto agli agi che gli provengono dalla famiglia. Vuole servire il Signore quindi entra nell'Ordine Domenicano e inizia al Convento di Santa Zita a Palermo, fondato da Pietro Geremia.
Riesce molto bene negli studi, tanto da essere inviato a completarli prima a Perugia, poi a Padova e Venezia. Torna in Sicilia come maestro di Teologia, ma il padre Generale dei Domenicani si accorge subito delle sue doti di studioso, tanto da volerlo come collaboratore a Roma.
Nello stesso tempo, gli abitanti di Monte Cerignone (Urbino), vogliono valorizzare con una chiesa una cappelletta contenente una immagine miracolosa della Madonna. Così chiedono una guida ai Domenicani. Il Maestro Generale invia Domenico. Dopo duro lavoro, nel 1491 sorge la chiesa e il convento annesso che Domenico guiderà fino alla sua fine terrena. Il sant'uomo già mentre è in vita viene venerato dalla gente di tutta la zona circostante. Muore il 21 dicembre 1521 proprio a Monte Cerignone. Sepolto nella stessa chiesa del convento, nel 1545 il suo corpo è stato trovato intatto. Il 12 gennaio 1912 papa Benedetto XV ne conferma il culto. Viene celebrato il 21 dicembre.

## Arma
Blasonatura: di rosso, al braccio destro armato movente dal fianco sinistro dello scudo, impugnante una spada alta in sbarra, il tutto al naturale.
Motto: Prodes in bello.
Sostegni: due liocorni d'argento ritti ed affrontati.
Elmo e corona di principe.
Lo scudo è utilizzato per intero dai comuni di Mazzarrà Sant'Andrea e di Maletto per lo stemma cittadino, mentre i comuni di Spadafora e di Roccella Valdemone adoperano l'arma gentilizia in combinazione con altre figure araldiche. 
Il comune di Mazzarrà Sant'Andrea usa però uno scudo avente il campo blu anziché rosso.